# Alsodes monticola
Alsodes monticola és una espècie de granota a la família Alsodidae. Es troba al sud de Xile i l'oest de Província de Santa Cruz, a l'Argentina. encara que la seva presència a l'Argentina no està clara. Les seves preferències d'hàbitat no es coneixen, però la regió de la localitat tipus (l'illa d'Inchy, a l'Arxipèlag de Chonos té tundra amb illes de bosc Nothofagus.